# Colindres (Kantabrien)
Colindres ist eine Gemeinde in der spanischen Autonomen Region Kantabrien. Sie liegt am Kantabrischen Meer im Norden des Landes. In Colindres mündet der Fluss Asón in das Kantabrische Meer und bildet die Santoña-Mündung, die das wichtigste Naturschutzgebiet Nordspaniens ist, das auch als Naturpark Santoña, Victoria und Joyel Marshes bekannt ist, zu dem Colindres gehört. Die Stadt hat den zweiten Fischereihafen der Region.

## Bevölkerungsentwicklung
| 1842        | 1900 | 1950 | 1991 | 2001 | 2011 |
| ----------- | ---- | ---- | ---- | ---- | ---- |
| 560         | 1258 | 2024 | 5640 | 6924 | 8109 |
| Quelle: INE |      |      |      |      |      |

## Partnerstädte
- Le Haillan, Frankreich

## Persönlichkeiten
- Paul von Colindres (1696–1766), Kapuziner
- Pablo Puente Buces (1931–2022), katholischer Geistlicher, Erzbischof und Diplomat des Heiligen Stuhls
- Laura Ruiz Pérez (* 2004), Radrennfahrerin
- Lucía Ruiz Pérez (* 2004), Radrennfahrerin